# De Revolutionibus Orbium Coelestium
De Revolutionibus Orbium Coelestium (De les revolucions dels orbes celestes) és una obra de l'astrònom polonès Nicolau Copèrnic, publicada el 1543 a Nuremberg (Sacre Imperi Romanogermànic) per Andreas Osiander i dedicada al papa Pau III (Alessandro Farnese). En ella s'exposa un model d'univers en el qual la Terra no és al centre, sinó que hi ha el Sol, que roman immòbil. Copèrnic hi demostra que amb aquest nou model és possible explicar totes les observacions astronòmiques d'una manera més senzilla que amb el model geocèntric de Ptolemeu i fer-hi prediccions. El 1616 l'Església catòlica el prohibí. El 2008 un exemplar de la primera edició fou venut per un preu de 2,2 milions de dòlars (1,4 milions d'euros).

## Història
Nicolau Copèrnic (1473–1543), astrònom polonès i canonge de la catedral de Frauenburg (avui Frombork) del principat eclesiàstic de Vàrmia (actualment part d'una regió de Polònia), donà a conèixer el seu sistema en un curt manuscrit titulat De hypothesibus motuum coelestium a se constitutis commentariolus (Breu exposició de la hipòtesi dels moviments celestes), conegut com el Commentariolus, que distribuí entre diversos amics i col·legues un poc abans de 1514, després de la tornada d'Itàlia. Per tant, aquesta obra començà a conèixer-se entre els contemporanis de Copèrnic, encara que mai fou impresa durant la seva vida. El 1533, l'humanista Johann Albrecht Widmannstetter (1506–1557) donà una sèrie de conferències a Roma explicant la teoria de Copèrnic. El papa Climent VII (Giulio de' Medici) i diversos cardenals seguiren les conferències i s'interessaren per aquesta teoria. L'1 de novembre de 1536, Nikolaus von Schönberg (1472–1537), arquebisbe de Càpua i des de l'any anterior, cardenal, escriví a Copèrnic des de Roma i li demanà una còpia dels seus escrits «com més aviat millor». Per altra banda, el 1539 Martín Luter (1483–1546), pare de la Reforma Protestant, expressà a Wittenberg la seva opinió sobre Copèrnic: “Aquest ximple vol capgirar tota la ciència de l'astronomia! Però, com ens diu la Bíblia, Josuè va dir al Sol, no a la Terra, que s'aturi al seu camí!" (Josuè 10:12-14). I el 1541 el reformador, Phillip Melanchton (1497–1560), col·laborador proper de Luter, digué: "Alguns creuen que exposar una qüestió tan absurda, com ha fet l'astrònom sàrmata [polonès], que mou la Terra i atura el Sol, és un cosa excel·lent. De veritat, els governants savis haurien de frenar aquesta temeritat tan talentosa”.

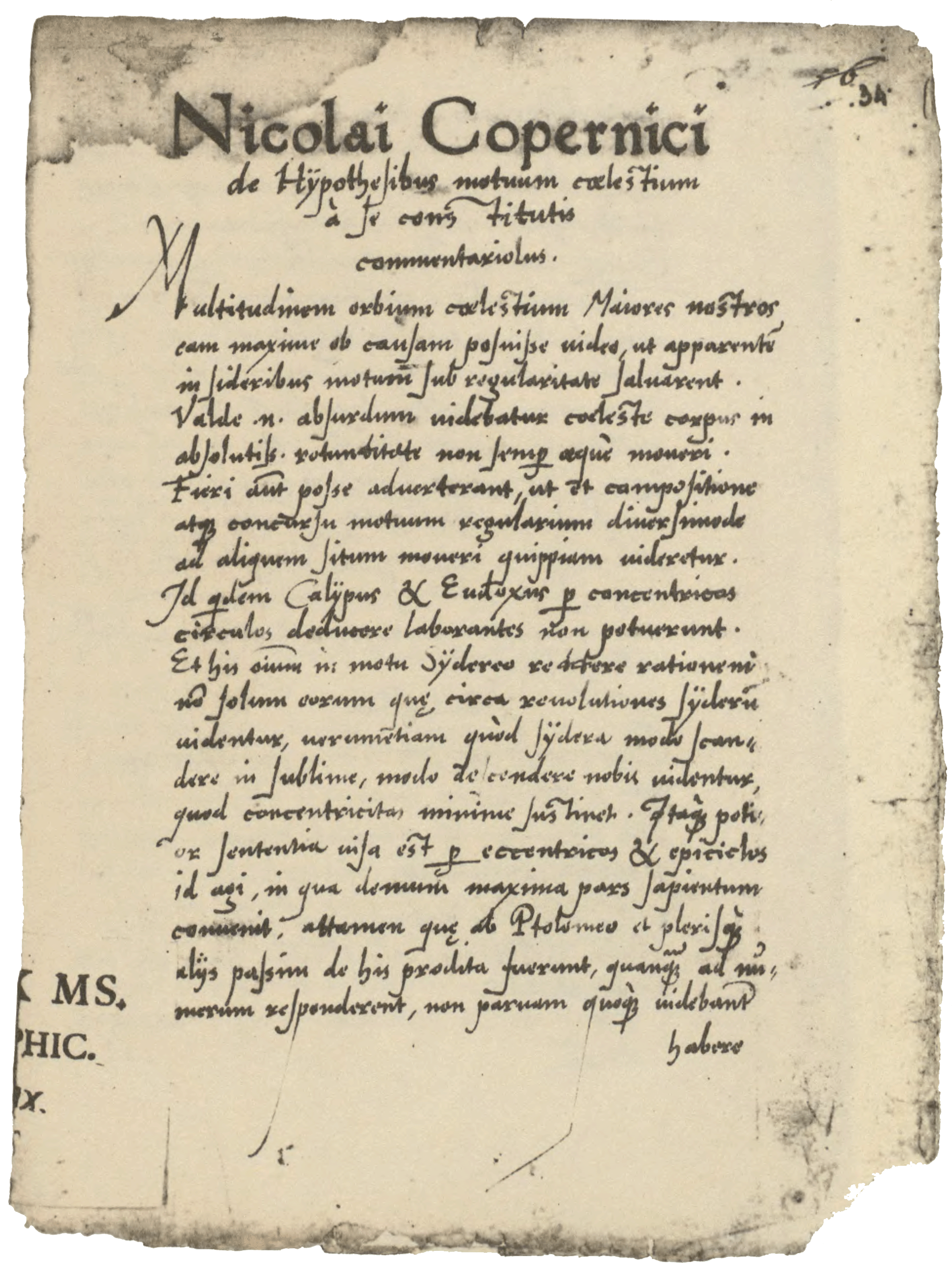
Commentariolus

Encara que les còpies del Commentariolus circularen un temps després de la mort de Copèrnic, es varen perdre i la seva existència prèvia romangué coneguda només indirectament, fins que una còpia manuscrita que havia sobreviscut fou descoberta i publicada en la segona meitat del segle xix. En aquesta època Copèrnic ja anticipava poder reconciliar fàcilment el moviment de la Terra amb els moviments percebuts dels planetes, i això amb menys moviments dels que eren necessaris segons les Taules alfonsines (la versió del sistema de Ptolemeu accessible en el seu temps).

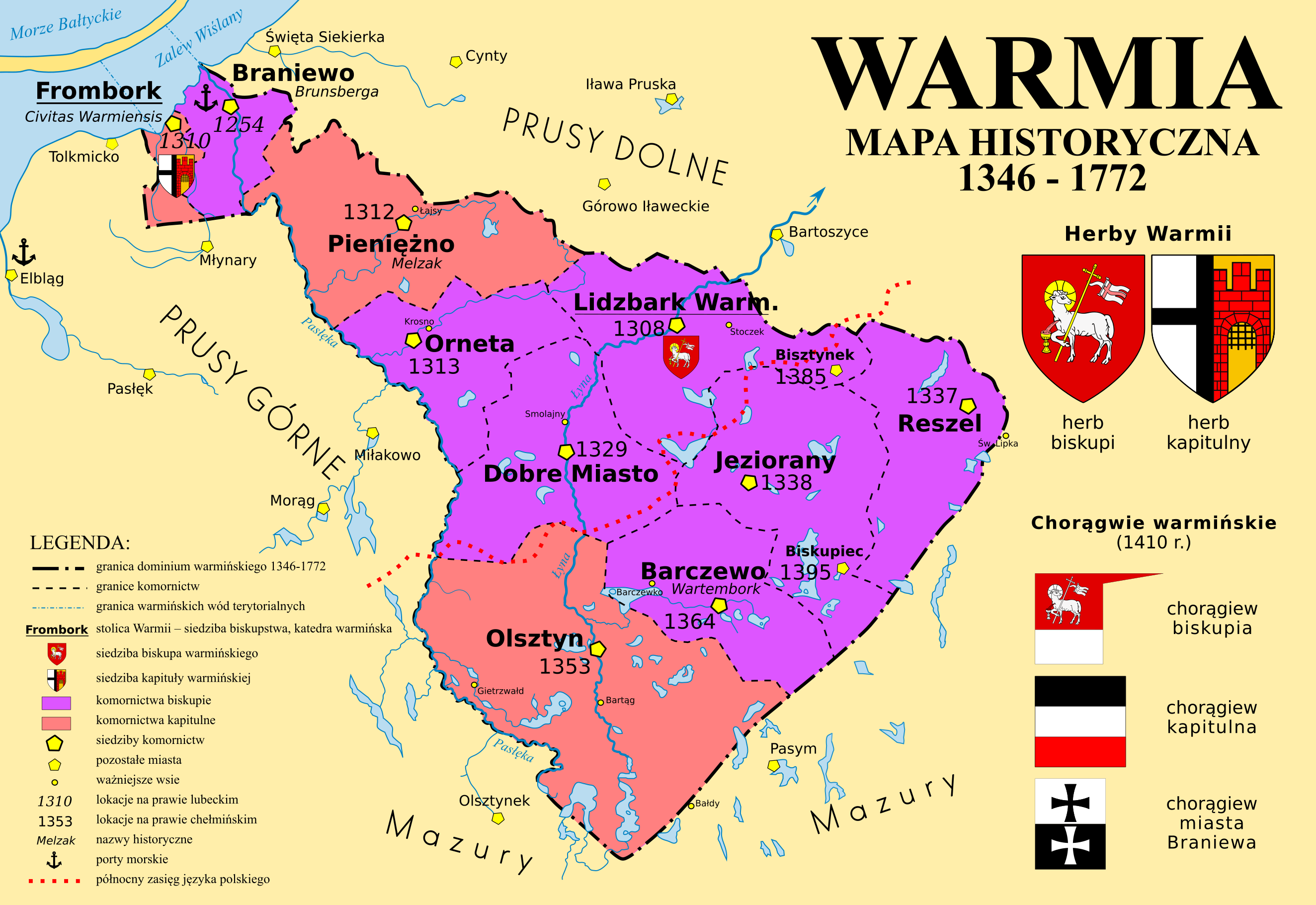
Antiga regió de Vàrmia.

Per elaborar el model heliocèntric Copèrnic emprà l'Urdi Lemma de l'astrònom i geòmetra sirià Mu'ayyad al-Din al-Urdi, una extensió del teorema d'Apol·loni de Perge (ca. 262 aC–ca. 190 aC) que li permeté prescindir de l'equant ptolemaic. Johannes Schöner (1477–1547) compartí amb Copèrnic observacions de Mercuri realitzades per Bernhard Walther (1430–1504) de Nuremberg, un deixeble de Regiomontanus (1436–1476): 45 observacions en total, 14 amb detalls de longitud i latitud. Copèrnic en feu servir tres a De revolutionibus.

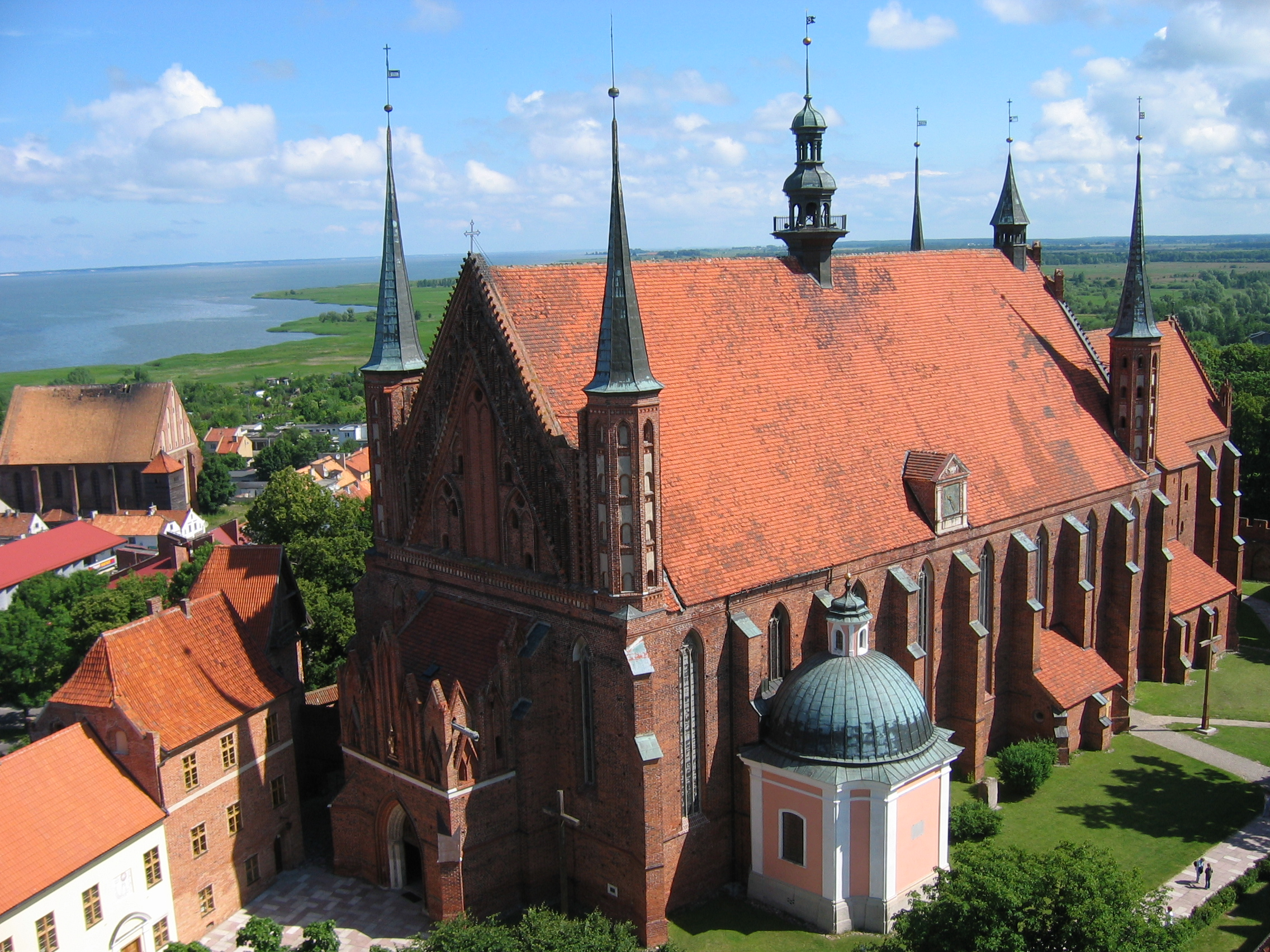
Catedral de Frombork, actualment al voivodat de Vàrmia i Masúria.

Solament un manuscrit de la mà de Copèrnic de De revolutionibus ha sobreviscut. Després de la seva mort, fou lliurat al seu deixeble, Georg Joachim Rheticus (1514–1574), per a la seva publicació. El 1539, Rheticus, un jove matemàtic de Wittenberg, electorat de Saxònia, arribà a Frombork per estudiar amb Copèrnic. Rheticus llegí el manuscrit de Copèrnic i immediatament escriví un resum, lliure dels detalls tècnics, en una carta oberta adreçada a Schöner, el seu mestre a Nuremberg, aleshores ducat de Palatinat-Neuburg, Sacre Imperi Romanogermànic. Publicà aquesta carta sota el títol De libris revolutionum Nicolai Copernici narratio prima (Primera narració dels llibres de Nicoalu Copèrnic de les revolucions), conegut com a Narratio prima, a Gdańsk, regne de Polònia, el 1540. Achilles Gasser, amic i mentor de Rheticus, publicà una segona edició a Basilea un any després. A causa de l'amistosa recepció del seu treball, Copèrnic finalment accedí a publicar més treballs seus –el 1542, un tractat sobre trigonometria, que fou pres del segon llibre del llavors no publicat De revolutionibus. Després, sota pressió de Rheticus i havent vist que la primera recepció del seu treball no havia estat desfavorable, Copèrnic finalment accedí a donar el seu llibre al seu amic el bisbe Tiedemann Giese (1480–1550) perquè fos lliurat a Rheticus a Wittenberg i imprès per Johannes Petreius (ca. 1497–1550) a Nuremberg. Fou publicat just abans de la mort de Copèrnic, el 1543.

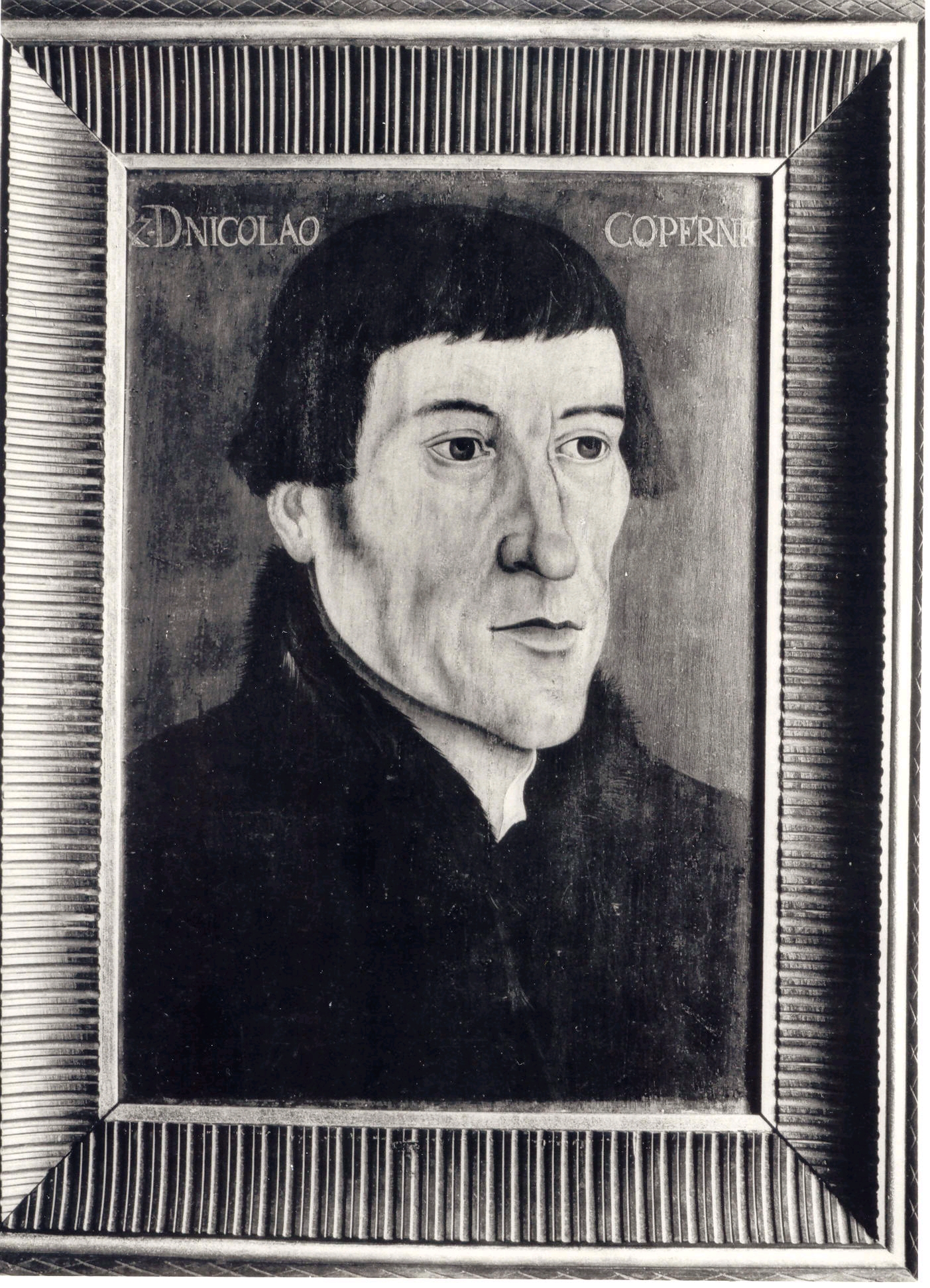
Retrat de Nicolau Copèrnic.

## Característiques de la primera edició

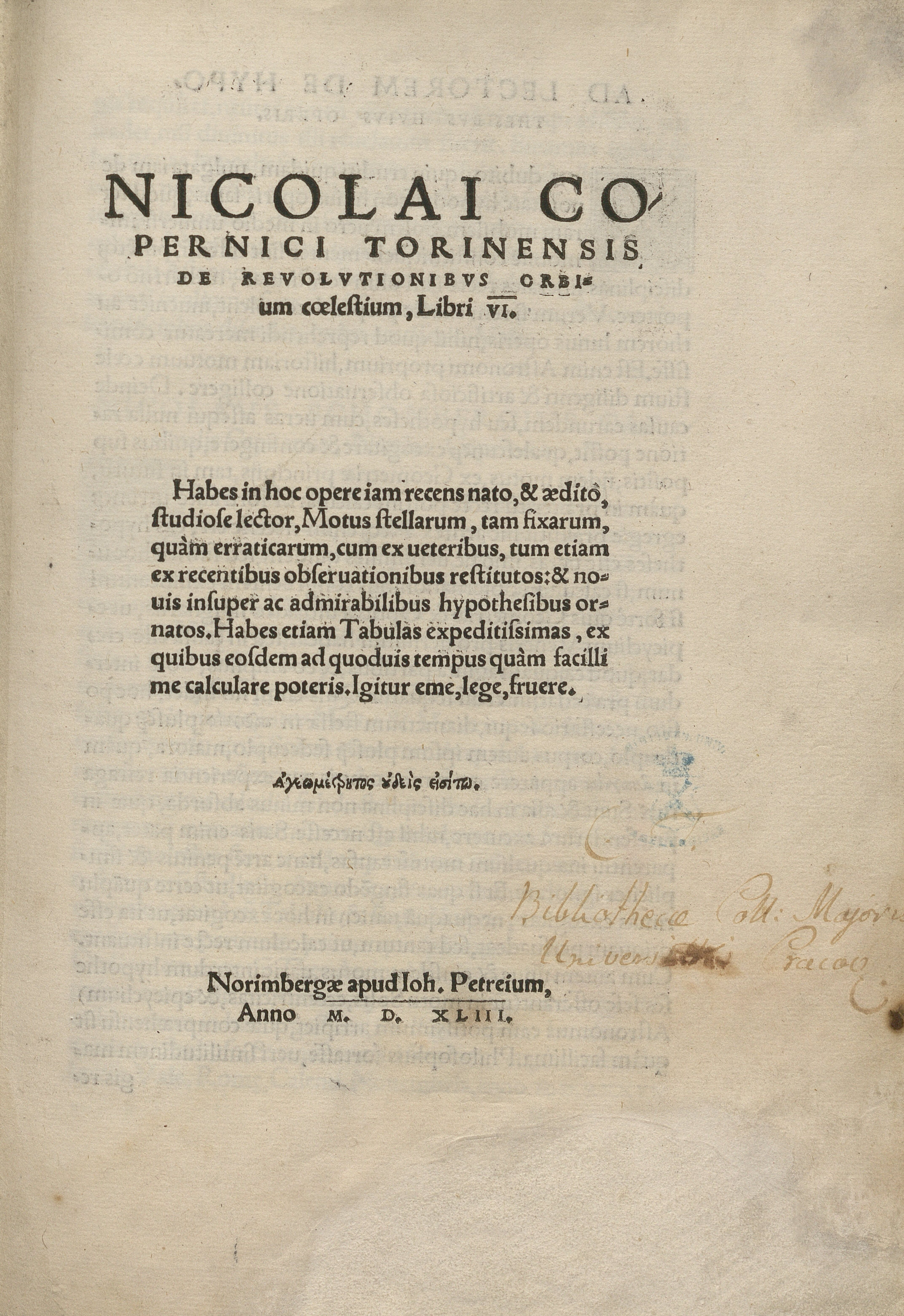
Portada del De revolutionibus orbium coelestium, 1543

La primera edició del De revolutionibus fou impresa a la primavera de 1543 per Johannes Petreius a Nuremberg, Palatinat-Neuburg, Sacre Imperi Romanogermànic. Al cos principal de l'obra consisteix en 196 folis numerats consecutivament al seu anvers, el revers es troba imprès però sense numeració. L'obra té a més 142 il·lustracions. Les mides dels plecs de paper usats per a la impressió del llibre estaven en una proporció de 2½ a 1 de tal manera que en ser doblegats per meitats es preservava la mateixa proporcion entre les longituds dels costats. S'imprimien quatre pàgines per cada cara d'un plec i després pel revers de manera que un plec contribuïa amb una signatura de quatre pagines. El plec de paper en què fou imprès el llibre té una P per marca d'aigua. La tipografia utilitzada fou la Romana Serifada aproximadament de 5 mm d'alçada. Hi ha 36 línies de text per pagina més dues línies addicionals que comprenen la capçalera i el peu de pàgina. Per a les taules s'emprà un tipus de lletra més petit. El llibre conté amplis marges al voltant del text circumstancia que permetia als lectors fer anotacions o escolis al marge. Aquest punt pot resultar d'enorme valor a la recerca moderna del text, ja que de vegades permet la identificació o interpretació dels pensaments dels lectors de l'obra de Copèrmic. El cos de l'obra es venia en folis solts sense les cobertes, de manera que cada comprador manava enquadernar el seu propi exemplar.
L'obra consta de sis capítols o llibres precedits d'una advertència al lector sobre la hipotesis presentada en aquesta obra, sense signar, però que se sap que fou redactada per l'encarregat de l'edició, Andreas Osiander; de la carta que el cardenal Schönberg havia enviat a Copèrnic el 1536; i una dedicatòria al papa Pau III redactada pel propi Copèrnic.

## El pròleg d'Andreas Osiander

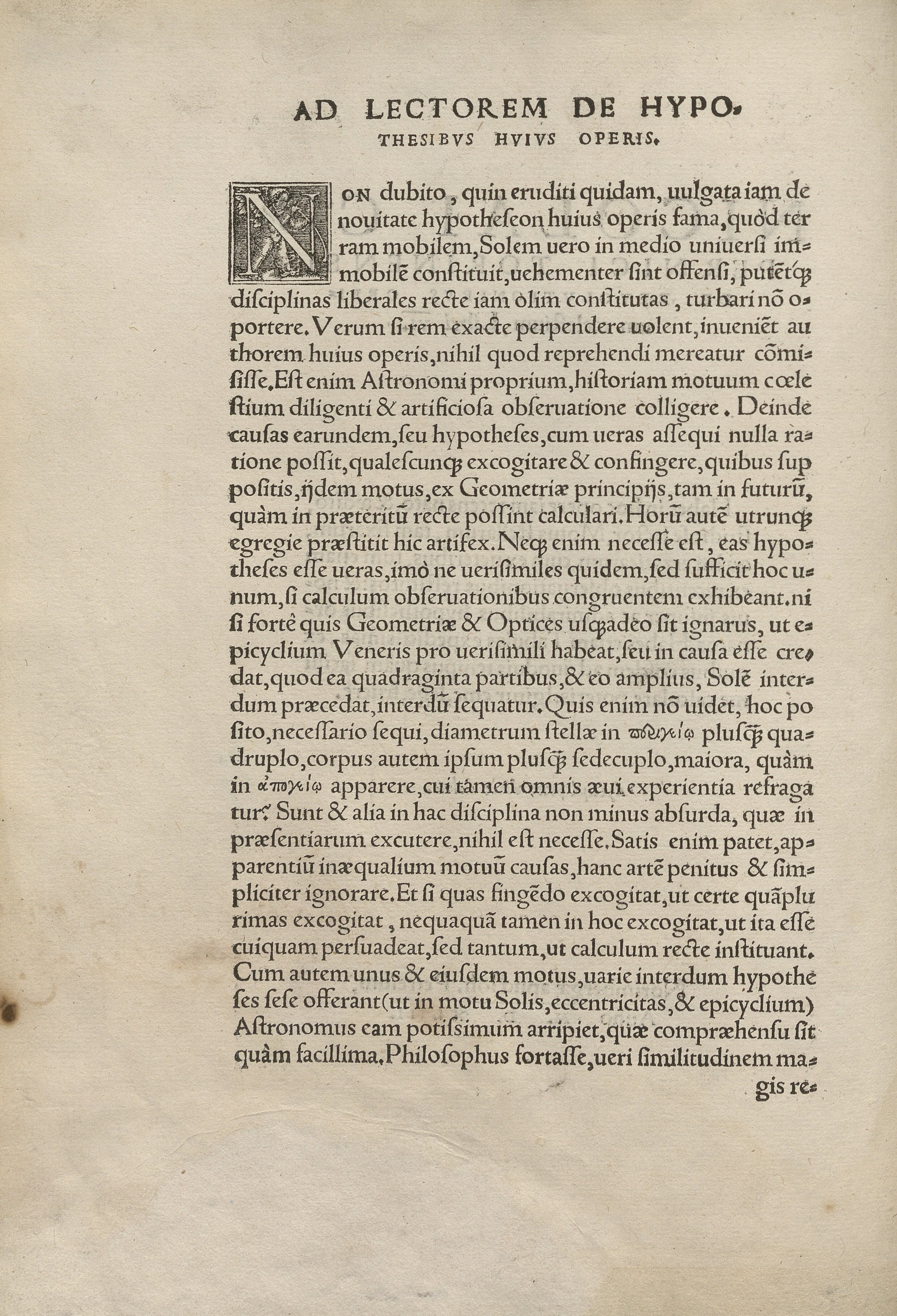
Pròleg d'Andreas Osiander

Andreas Osiander, teòleg protestant i encarregat de l'edició del De revolutionibus, redactà un pròleg al text de Copèrnic abans d'editar-lo i li modificà el nom. Sembla que Copèrnic li volia posar el nom De revolutionibus orbium mundi (De les revolucions dels orbes del món) o, simplement, De revolutionibus (De les revolucions), però Osiander el canvià per De revolutionibus orbium coelestium (De les revolucions dels orbes celestes). Així no semblava que s'hi exposàs un canvi tan radical.
Osiander mai no tingué l'aprovació de Copèrnic per prologar el seu llibre i tampoc signà el prefaci Ad lectorem de hypothesibus huius operis (Al lector sobre les hipòtesis d'aquesta obra), de manera que el llibre circulà per les universitats i corts europees amb un pròleg agregat de facto i anònim fins a l'edició de Varsòvia del 1846. Posteriorment, el 1609, fou Johannes Kepler (1571–1630) a la seva obra Astronomia Nova, qui destapà que el pròleg havia estat agregat intencionalment per Osiander, ja que així ho havia anotat l'astrònom de Nuremberg Jerome Schreiber a l'exemplar del De revolutionibus que tenia Kepler. Posteriorment es descobrí una carta, també del 1609, del professor de matemàtiques Johannes Praetorius (1537–1616), amic de Rheticus, que confirmava la mateixa autoria i que ho sabia de Rheticus. Praetorius també confirma que el prefaci d'Osiander fou llegit per Copèrnic abans de morir.

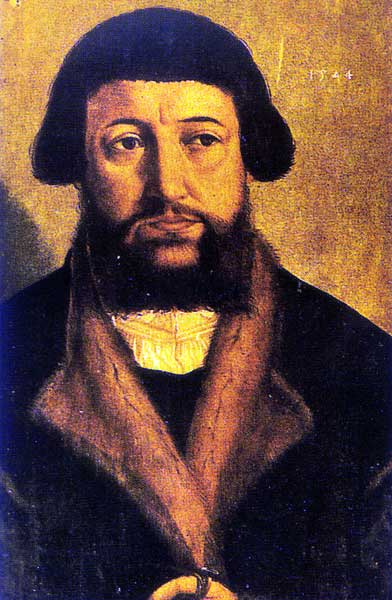
Retrat d'Andreas Osiander del 1544

Osiander, abans d'editar el text, es posà en contacte amb Copèrnic. En una carta li recomanava apel·lar a una clàssica distinció vigent aleshores: la distinció entre astronomia i cosmologia. L'astronomia era una ciència basada en càlculs, però que no assumia cap compromís amb allò real. El seu objecte era només establir els procediments geomètrics i matemàtics propicis per fer prediccions encertades. En canvi, la cosmologia explicava el món tal com era.
Bàsicament, el que el pròleg planteja és que allò que el lector trobarà al llibre són simplement un conjunt d'hipòtesis útils per desenvolupar càlculs més precisos per a la confecció dels calendaris i millors prediccions quant a les successives posicions dels astres. Osiander buscava deslligar Copèrnic de qualsevol compromís amb allò real. Sostenia que el lector no havia d'ofendre's per les tesis exposades per ell, atès que no tenen cap lligam amb la realitat; que no és la tasca de l'astrònom explicar el món tal com és; i que la realitat continua sent tal com es planteja als textos sagrats i com sosté el poder.
No queda del tot clar si Osiander volia cobrir-se evitant la persecució de l'Església o la intenció era salvaguardar la difusió de l'obra de Copèrnic. És probable, i amb això entrem al terreny de les conjectures, que Osiander, emprant les tesis instrumentalistes, hagi aconseguit ambdues qüestions. Sens dubte es posava a cobert. Però també Osiander era un clergue protestant, un progressista per a l'època, un habitant del nord puixant d'Europa, un representant d'una nova manera de veure el món que sabia que no es podia aturar la història i que tot allò que permetés revolucionar la producció seria funcional als interessos d'una burgesia en ascens.

## El pròleg de Copèrnic

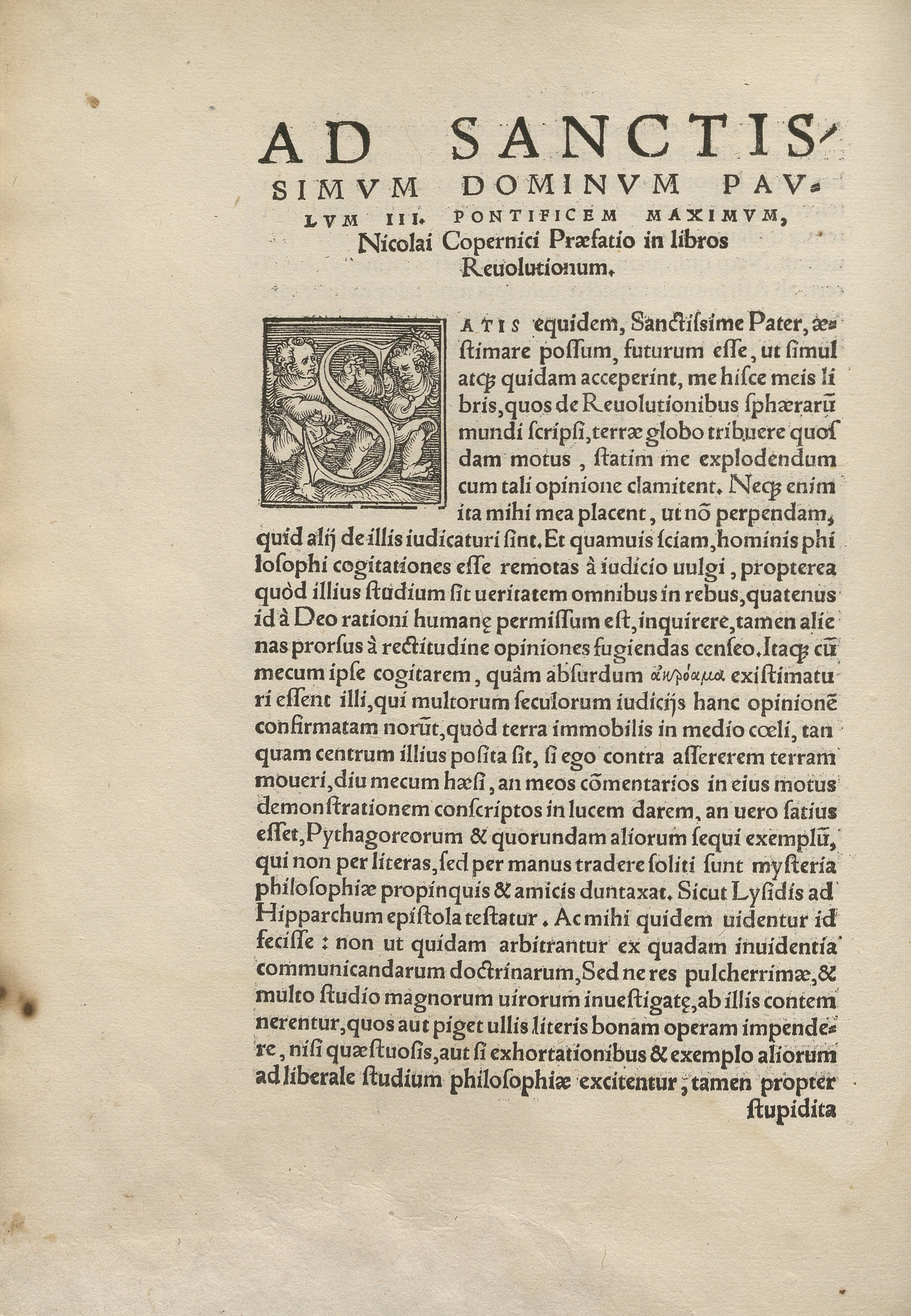
Pròleg de Copèrnic

El pròleg de Copèrnic està dedicat al papa Pau III (1468–1549), papa des del 1534. En ell Copèrnic preveu que la seva teoria provocarà peticions de comdemna, per la qual cosa no volia publicar-la. Fou l'insistència dels seus amics que el dugueren a canviar d'opinió. Explica al papa que es decidí a presentar aquest nou model del món perquè els matemàtics no es posaven d'acord en la duració de l'any perquè dubtaven dels moviments del Sol i la Lluna; no empraven un mateix sistema per explicar els moviments dels planetes; empraven supòsits que contradiuen la regularitat dels moviments dels astres; i no eren capaços de determinar la forma de l'Univers ni la raó de la seva simetria. Diu, també, que la idea del moviment de la Terra envoltant el Sol no és nova i ja es proposà en l'antigüitat. Amb aquest model, diu que pot explicar més fàcilment les observacions. Després enuncia els continguts de les diferents parts o llibres. Diu que despreciarà als que critiquin aquesta obra si són ignorants de les matemàtiques, perquè està escrit per ser llegit per matemàtics, els quals valoraran positivament aquesta obra. Finalment diu que al concili de Laterà V (1512–1517) ja s'havia deixat constància que s'havia de reformar el calendari perquè li mancava precisió.

## Contingut

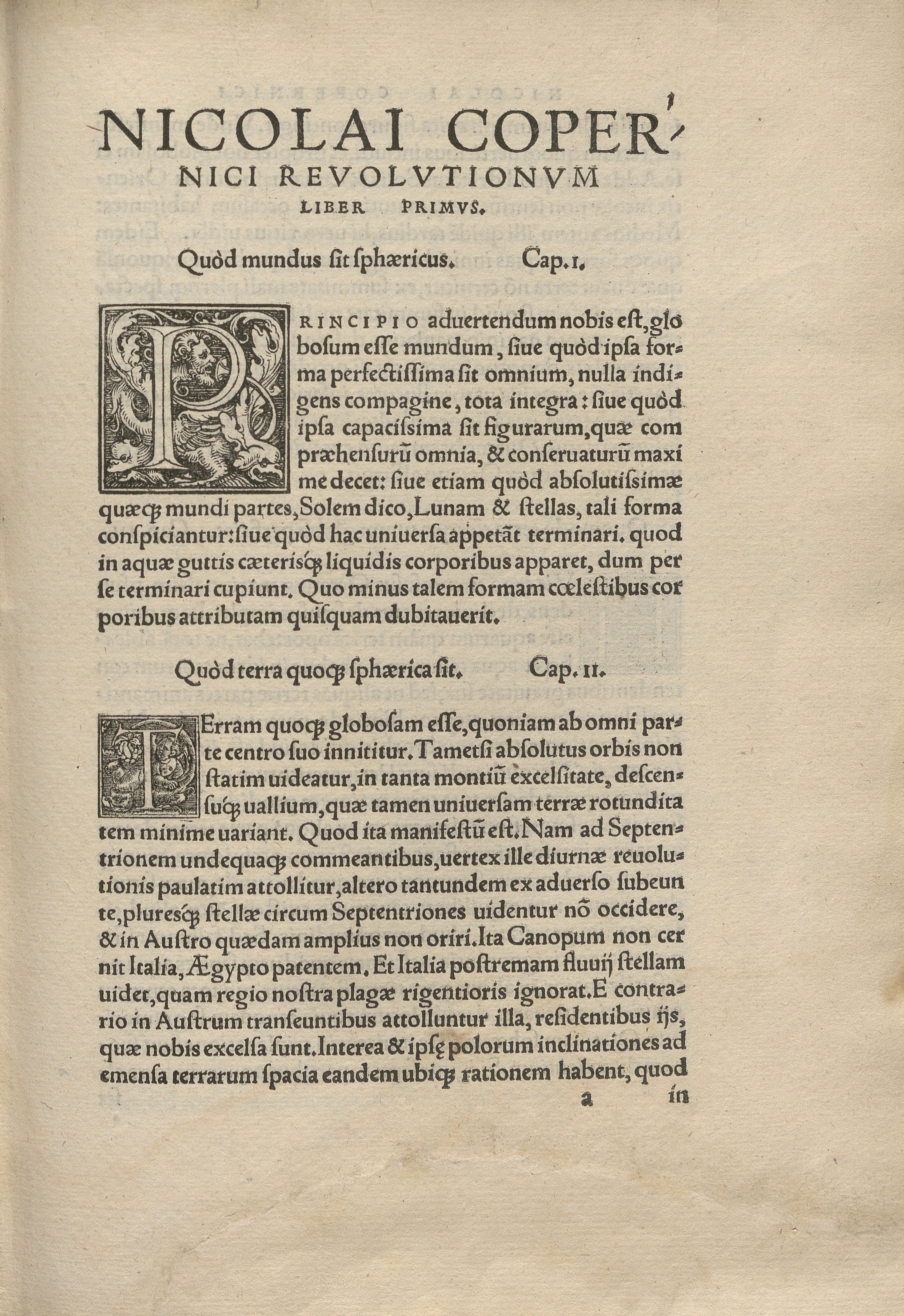
Llibre I

### Llibre primer

#### Capítol I. El món és esfèric
En el primer capítol Copèrnic postula que l'univers, el món, és esfèric perquè considera, seguint a Plató, que l'esfera és la forma més perfecta de totes: té el volum més gran per a una superfície donada; és la forma que agafen els cossos que s'autolimiten, com ara les gotes d'aigua; i també la dels astres com el Sol i la Lluna.

#### Capítol II. La Terra és esfèrica
Copèrnic diu que la Terra és esfèrica perquè en viatjar cap el nord, el pol estel·lar s'eleva, es veuen estels que no es veien i deixen de veure'ns d'altres al sud. També els mariners saben que dins la mar hi ha llocs que la terra es pot veure des de d'alt del pal i no des de la coberta. Per tant, la Terra és esfèrica i finita.

#### Capítol III. La Terra, amb l'aigua, formen una mateixa esfera
Copèrnic defensa que el centre de gravetat és el centre geomètric de l'esfera de la Terra. Discuteix les idees aristotèliques sobre la proporció d'aigua i terra. Nega la forma que donaren a la Terra els filòsofs grecs (Empèdocles, Anaxímenes, Xenòfantes i Anaximandre).

#### Capítol IV. El moviment dels cossos celestes és uniforme, circular i perpetu o compost de moviments circulars
Manté Copèrnic, com Ptolemeu, que els astres es mouen seguin un moviment circular uniforme. Les irregularitats observades en el moviment dels astres es poden explicar combinant diferents moviments circulars seguint el model de Ptolemeu de deferents i epicicles.

#### Capítol V. Té la Terra un moviment circular? Quin és el lloc de la Terra?
Copèrnic raona que és evident que els planetes s'aproximen i s'allunyen de la Terra, perquè és sabut que varien en brillantor, per la qual cosa la Terra no pot estar situada al centre dels cercles dels altres planetes. Així, el que sembla un moviment irregular en realitat és un moviment regular, circular i uniforme. Si cal mantenir aquesta regularitat és necessari que la Terra es mogui igual que la resta de planetes.

#### Capítol VI. De la immensitat del cel en comparació amb la magnitud de la Terra
L'absència de paral·laxi dels estels, una prova emprada per demostrar que la Terra estava immòbil al centre del món, Copèrnic l'explica indicant que els estels estan situats tan lluny de la Terra que no és possible mesurar la seva paral·laxi.

#### Capítol VII. Per què els antics han cregut que la Terra està immòbil al mig de l'Univers com el seu centre
Copèrnic exposa les idees d'Aristòtil sobre l'existència de cinc elements (terra, aigua, aire, foc i èter) i els seus respectius llocs naturals en una ordenació de l'Univers on els cossos pesants no poden caure a altre lloc que no sigui al seu centre. També recorda l'argument de Ptolemeu sobre la impossibilitat d'un moviment de rotació de la Terra, ja que afectaria als niguls i altres objectes no lligats al sol, que es veurien arrossegats cap a l'oest, o que el moviment de caiguda lliure no seguiria una recta.

#### Capítol VII. Solució a les raons anteriors i la seva suficiència
En aquest capítol Copèrnic raona que si la Terra és esfèrica i segueix un moviment circular uniforme, aquest no és violent, sinó natutal, per la qual cosa no farà que la Terra es desintegri. Diu que i l'argument de Ptolemeu també s'hauria d'aplicar al cel, que es mou molt ràpidament i que no es desintegra. Però deixa els filòsofs de la natura discutir si l'univers és finit o infinit. Després explica els moviments relatius i assenyala que els cossos que cauen segueixen un moviment rectilini perquè a dalt tenen un moviment d'avanç perquè estan dins del globus de la Terra. Aquest raonaments de física es basen en raonaments fets per Nicolau d'Oresme (1323–1382).

#### Capítol IX. Si poden ser atribuïts a la Terra varis moviments i sobre el centre del Món
Presenta hipòtesis sobre els diferents moviments de la Terra.

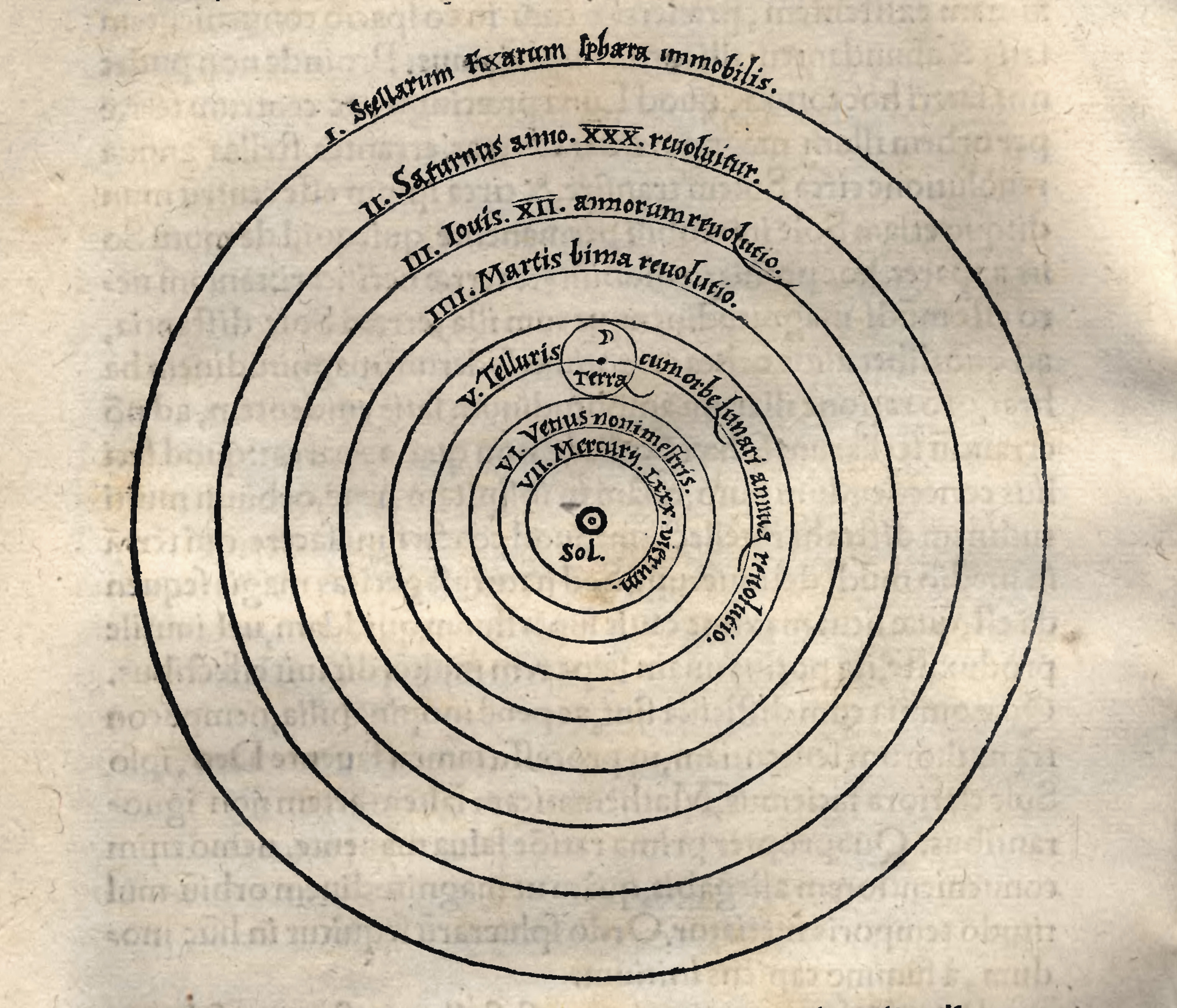
Ordre dels planetes tal com apareix al De revolutionibus

#### Capítol X. De l'ordre dels orbes celestes
El capítol X és un dels més estensos i fonamentals. Explica que amb el sistema geocèntric de Ptolemeu s'ha de mantenir alineats la Terra, el Sol i els centres dels epicicles de Mercuri i Venus per poder explicar les observacions. Tanmateix, amb el seu model, no cal aquesta condició i l'explicació de les observacions és molt més simple. Després ordena els planetes en base als seus períodes orbitals que suposa proporcionals a la grandària de les esferes que els contenen, per ser una ordenació més harmònica. L'ordre de les esferes, de major a menor, donat per Copèrnic és: esfera dels estels fixos, esferes de Saturn, Júpiter, Mart, Terra amb la Lluna al seu voltant, Venus, Mercuri i el Sol al centre.

#### Capítol XI. Demostració del triple moviment de la Terra
Demostra els tres moviments de la Terra: voltant el Sol, fent voltes sobre el seu propi centre, i un moviment en forma de superfície cònica de l'eix de la Terra.

#### Capítols XII, XIII i XIV
Proposa una sèrie de teoremes matemàtics.

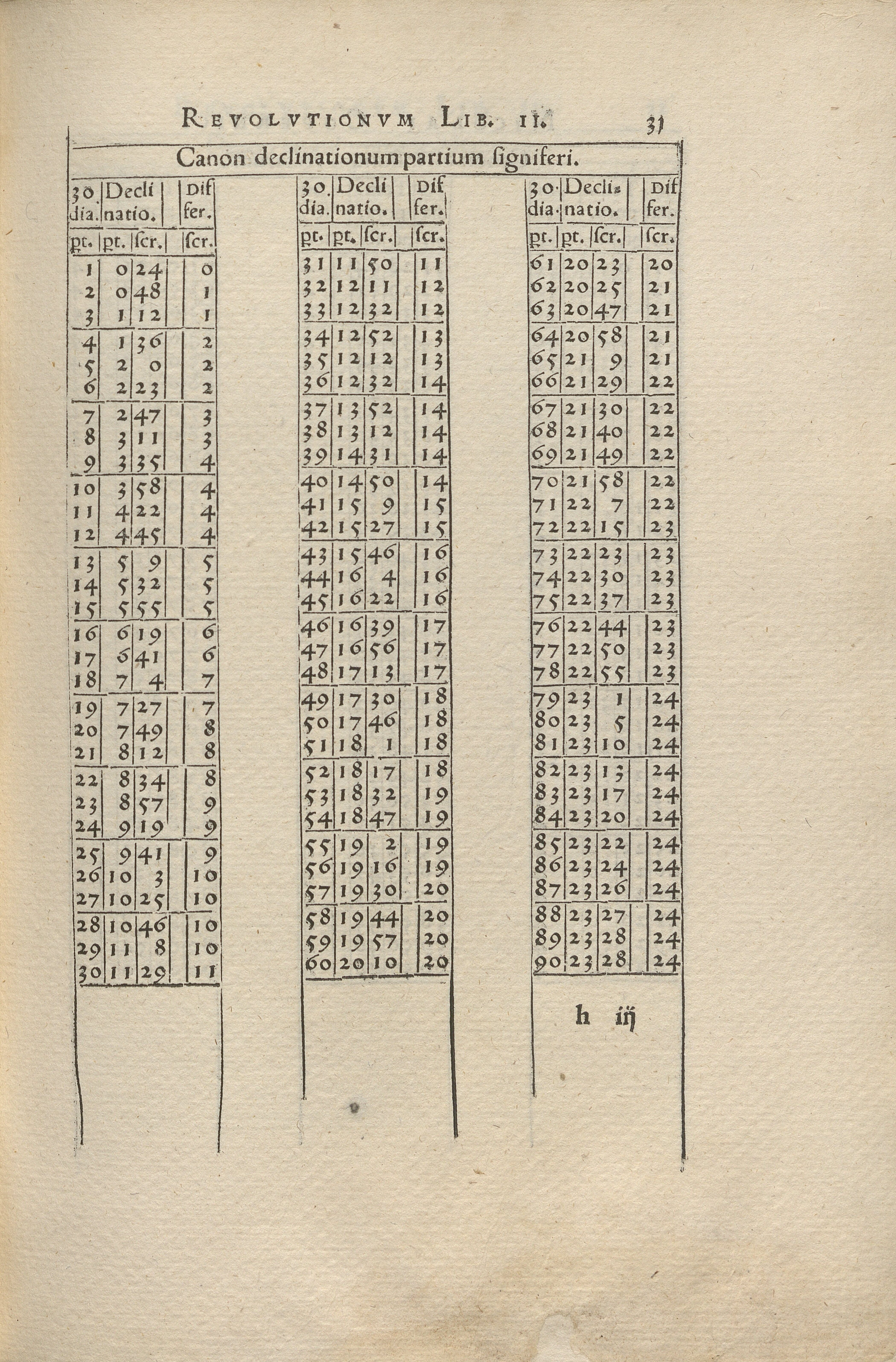
Taules del llibre II

### Llibre segon
En el segon llibre, Copèrnic disserta sobre el cercle del zodíac, l'equinocci, els tròpics, el solstici, l'horitzó, l'Àrtida, l'antàrtic, el meridià i l'equador. Determina l'obliqüitat de l'eclíptica, el càlcul de la declinació i l'ascensió recta. Disserta sobre les ombres del migdia, la durada del dia (que varia al llarg de l'any), la latitud de la sortida del Sol, la seva inclinació; les hores, la determinació dels graus i l'angle de l'eclíptica amb l'horitzó. Presenta unes taules de les ascencions de les constel·lacions zodiacals i dels estels.

### Llibre tercer
En aquest tercer llibre, Copèrnic presenta la precessió dels equinoccis i solsticis, i la història de les observacions. També presenta unes taules sobre la precessió dels equinoccis.

### Libre quart

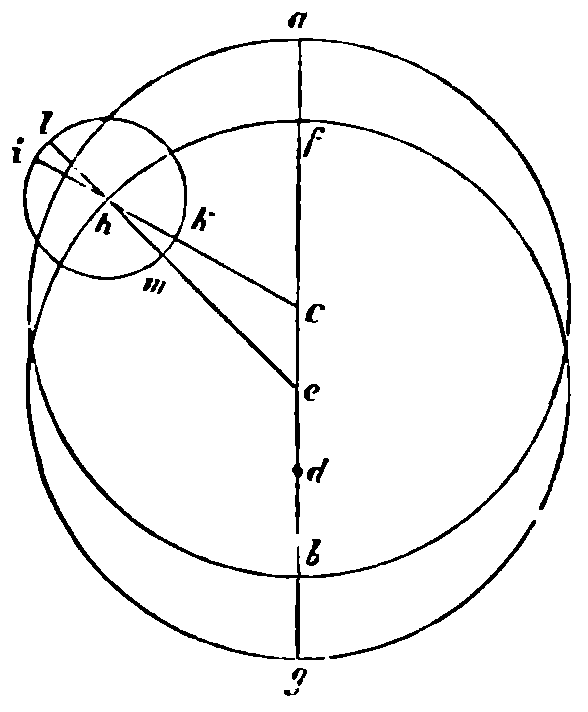

El quart llibre està dedicat íntegrament als moviments de la Lluna.

### Llibre cinquè
Copèrnic explica en aquesta part com calcular les posicions dels planetes a partir del model heliocèntric i dona taules per als cinc planetes; Saturn, Júpiter, Mart, Venus i Mercuri. Per fer coincidir els moviments circulars amb les observacions dels planetes, Copèrnic segueix emprant deferents i epicicles, però no necessita l'equant. Tanmateix el seu nombre és inferior al de Ptolemeu.

### Llibre sisè
En el darrer llibre, Copèrnic tracta de la digressió en latitud des de l'eclíptica dels cinc planetes.

## Repercussions
S´ha calculat que de la primera edició del De Revolutionibus s'imprimiren unes 500 còpies i de la segona entre 500 i 600 còpies. Fou un llibre que arribà a la majoria d'astrònoms europeus i s'emprà a les millors universitats, tant catòliques com protestants. Així, el 1561, la universitat de Salamanca aprovà un programa d'estudis on s'incloïa la teoria de Copèrnic. Els alumnes podien elegir estudiar l'Almagest de Ptolemeu, l'Epitome in Almagestum de Regiomontanus, l'obra de Geber o la de Copèrnic. L'Església Catòlica acollí l'obra de Copèrnic favorablement i la luterana, malgrat la criticà, deixà que es difongués. Però 63 anys després de la seva primera edició, l'Església Catòlica canvià d'opinió i, el 5 de març de 1616 la Sagrada Congregació de l'Índex declarà falsa i contrària a la Sagrada Escriptura la doctrina de l'heliocentrisme i prohibí la lectura del De Revolutionibus copernicà fins que fos corregit. La correcció es feu pública el 1619 amb un Monitum que reduïa aquesta doctrina al rang d'una hipòtesi que, encara que físicament falsa, permetia calcular els moviments dels planetes. Fou arrel de la comdemna el 1600 de Giordano Bruno (1548–1600) que l'Església Catòlica començà a creure que la teoria de Copèrnic era perillosa. Això s'incrementà amb les observacions de Galileu (1564–1642) amb el telescopi del 1609, amb la publicació del seu llibre Sidereus Nuncius, i amb la publicació d'Astronomia Nova de Johannes Kepler (1571–1630) el 1609. L'obra de Copérnico restà a l'índex de llibres prohibits (Index Librorum Prohibitorum) fins al 1835.

## Edicions
La primera edició del De Revolutionibus fou publicada el 1543 a Nuremberg a la impremta de Johann Petreius (c. 1497–1550), poc abans de la mort de Copèrnic, a partir de la còpia de Georg J. Rheticus (1514–1574). El prefaci fou enviat per Copèrnic el juny de 1542 en la forma d'una carta dedicatòria de l'obra al papa Pau III, en què, lluny de seguir el consell donat per l'encarregat de l'edició, Andreas Osiander (1498–1552), Copèrnic sostenia la realitat física de l'heliocentrisme i del moviment de la Terra. Davant d'aquesta decisió, Osiander (que havia passat a encarregar-se de l'edició quan Rheticus assumí la docència efectiva a la universitat de Leipzig) introduí una declaració anònima "Al lector sobre les hipòtesis d'aquesta obra", en què proposava rebre i interpretar els principis de l'astronomia copernicana com a «hipòtesi de càlcul» sense pretensions de veritat física. L'obra, doncs, iniciava el seu camí amb aquesta doble forma: la pretensió realista del mateix autor i la interpretació hipotètica o instrumentista, ficcionalista de la praefatiuncula anònima.
Una segona edició, amb la mateixa disposició i numeració, aparegué a Basilea el 1566, incorporant al final la Narratio prima de Rheticus. La tercera edició és del 1617, publicada a Amsterdam per Nicolas Mulerius (1564–1630) i proveïda d'un comentari successiu als diferents capítols. En aquests moments, però, l'obra de Copèrnic ja començava a quedar obsoleta a conseqüència de la mateixa revolució astronòmica i cosmològica a què havia donat lloc, especialment per la publicació el 1609 de l'Astronomia nova de Johannes Kepler (1571–1630). No és, per tant, estrany que no es publiquessin noves edicions fins al segle xix, amb les edicions de Varsòvia (1854), Toruń (1873), prosseguides al segle XX amb les edicions de Múnic (1949) i Varsòvia (1975). Totes aquestes darreres edicions presenten una peculiaritat que cal assenyalar: totes elles han pres en consideració per establir el text, en una mesura major o menor, el manuscrit autògraf de Copèrnic, gairebé desconegut fins aquell moment i considerablement diferent de la còpia aportada per Rheticus per a la impressió a Nuremberg.
La primera traducció fou a l'anglès, duta a terme pel matemàtic anglès Thomas Digges (ca. 1546-1595), fou al 1576. Es tracta d'una traducció adaptada del Llibre I que duu per títol A Perfit Description of the Cælestiall Orbes According to the Most Aunciente Doctrine of the Phythagoreans, Latelye Reuiued by Copernicus and by Geometricall Demonstrations Approued, que acompanyava la segona edició del llibre Prognostication Everlastinge del seu pare Leonard. Una traducció quasi completa (fins al capítol V) a l'alemany fou publicada el 1588 a Estrasburg per Nicolaus Raymarus Ursus (1551-1600). Juan Cedillo Díaz (ca. 1565-1625), cosmògraf major d'índies i catedràtic de Matemàtiques de la Reial Acadèmia de Madrid, realitzà la primera traducció al castellà, que fou desconeguda fins al 1991.
En català, l'Institut d'Estudis Catalans coedità amb Eumo: Pòrtic una traducció el 2000 amb el títol De les revolucions dels orbes celestes, per E. Rodríguez Galdeano i V. Navarro Brotons.

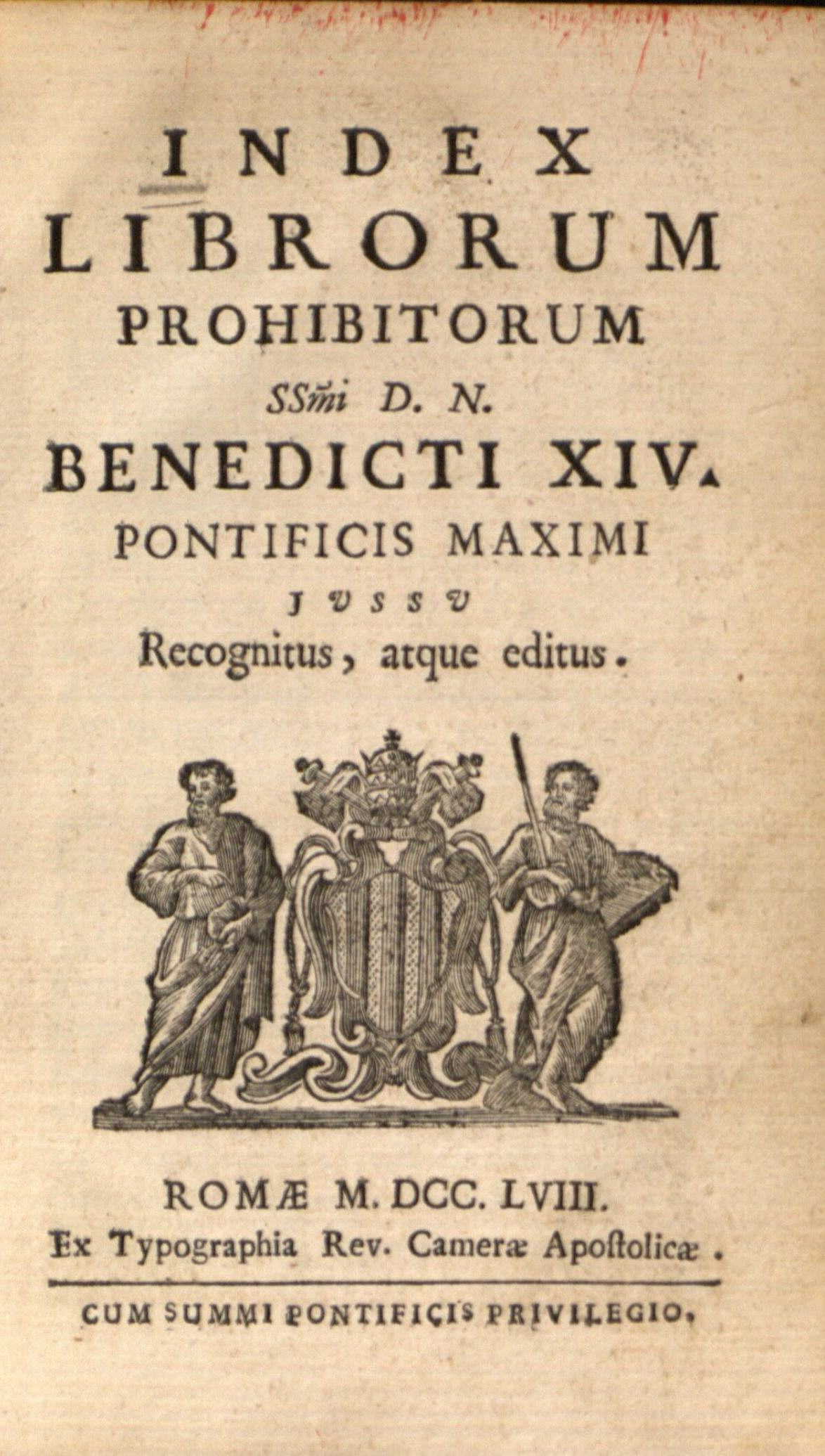
Index Librorum Prohibitorum del 1758.
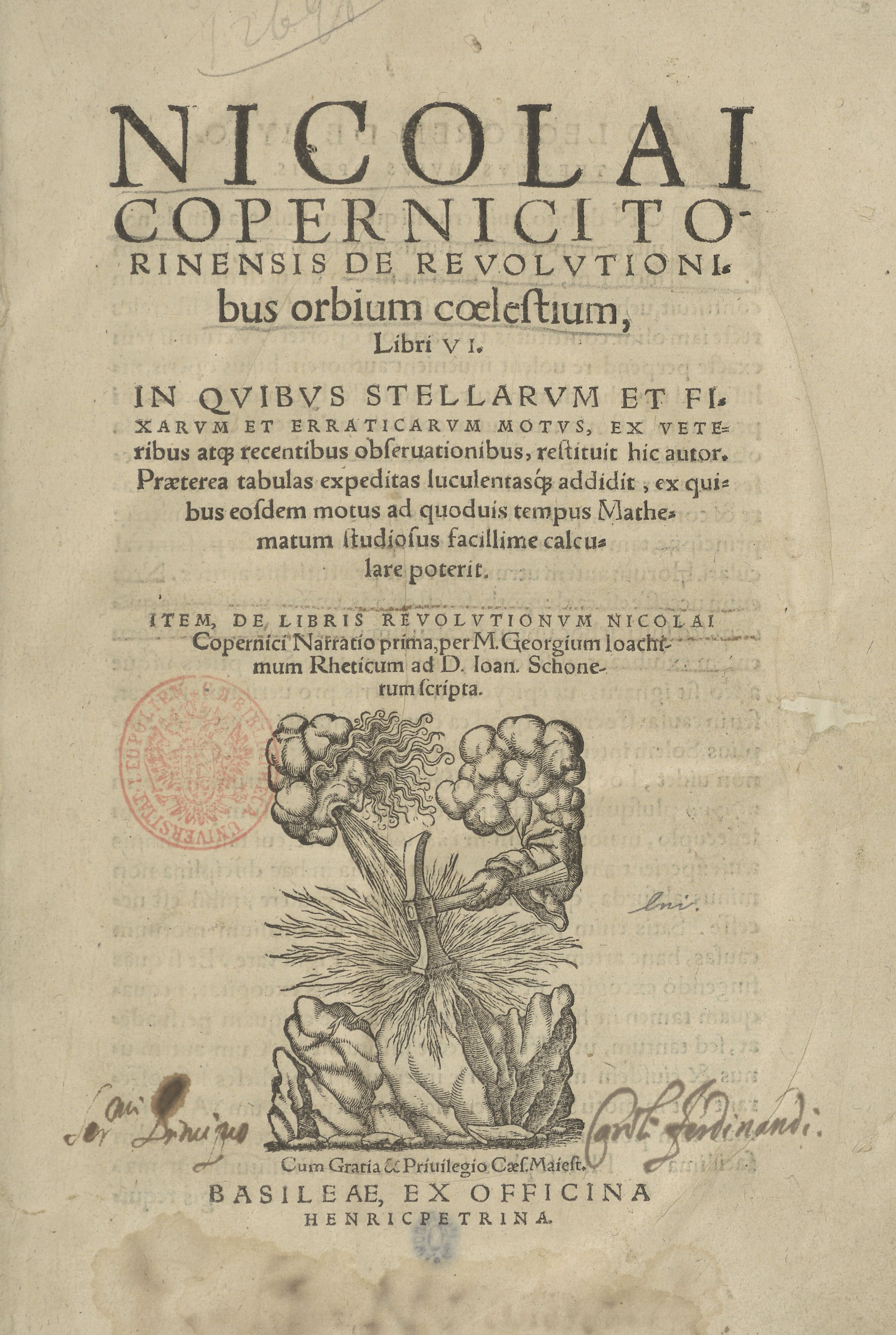
Nicolai Copernici Torinensis De Revolutionibus Orbium Coelestium, Libri VI - Sobre les revolucions de les esferes celestes, per Nicolaus Copernicus de Toruń, Sisena part (Portada de la segona edició, Basilea, 1566)